# Céline Buckens
Céline Buckens (Bruxelles, 9 agosto 1996) è un'attrice belga naturalizzata britannica.

## Filmografia parziale

### Cinema
- War Horse, regia di Steven Spielberg (2011)
- L'inganno perfetto (The Good Liar), regia di Bill Condon (2019)

### Televisione
- Free Rein - serie TV, 32 episodi (2017-2019)
- Il giovane ispettore Morse (Endeavour) - serie TV, un episodio (2017)
- Free Rein: The 12 Neighs of Christmas - film TV (2018)
- Warrior - serie TV, 10 episodi (2020)
- Showtrial - serie TV, 5 episodi (2021)
- The Ex-Wife - serie TV, 4 episodi (2022)
- The Castaways - serie TV, 5 episodi (2023)